# Котіс VII
Котіс VII (д/н — 18 до н. е.) — володар Одрисько-астейського царства в 31—18 роках до н. е. Стосовно нумерації вчені дискутують: низка дослідників вважає цього царя Котісом V як царя Другого Одриського царства, решта — як Котіс III — правителем Одрисько-астейського царства.

## Життєпис
Молодший син Садали II, царя одрисів і астеїв. Після смерті батька у 42 році до н. е. став молодшим царем (парадинастом), визнаючи владу старшого брата Садали III. Його володіння розташовувалися у Східній Фракії. 
У 31 році до н. е. після смерті останнього успадкував усю владу. Дотримувався проримської позиції. У 30—28 роках до н. е. допомагав проконсулу Марку Ліцинію Крассу у війні проти бастарнів, а потім сприяв приборканню фракійських племен медів і сердів. 
Налагодив відносини з Сапейським царством, видавши до династа Реметалка I свою доньку Піфородиду. У 20 році до н. е. зробив своє царством клієнтом Римської імперії, забезпечивши цим недоторканність кордонів. Це сприяло встановленню вигідних відносин із західнопонтійськими містами, що ще раніше отримали статус федератів Риму. Помер у 18 році до н. е. Йому спадкував син Рескупорід II.